# 得妥镇
得妥镇，是中华人民共和国四川省甘孜藏族自治州泸定县下辖的一个乡镇级行政单位。

## 行政区划
得妥镇下辖以下地区：
南头村、发旺村、得妥村、北头村、繁荣村、金光村、天池山村、小马场村、椒子坪村、马列村、联合村、弯木杆村、毛草坡村、新华村、松林坪村、紫雅场村、湾东村和河家山村。